# SOFT99 Corporation

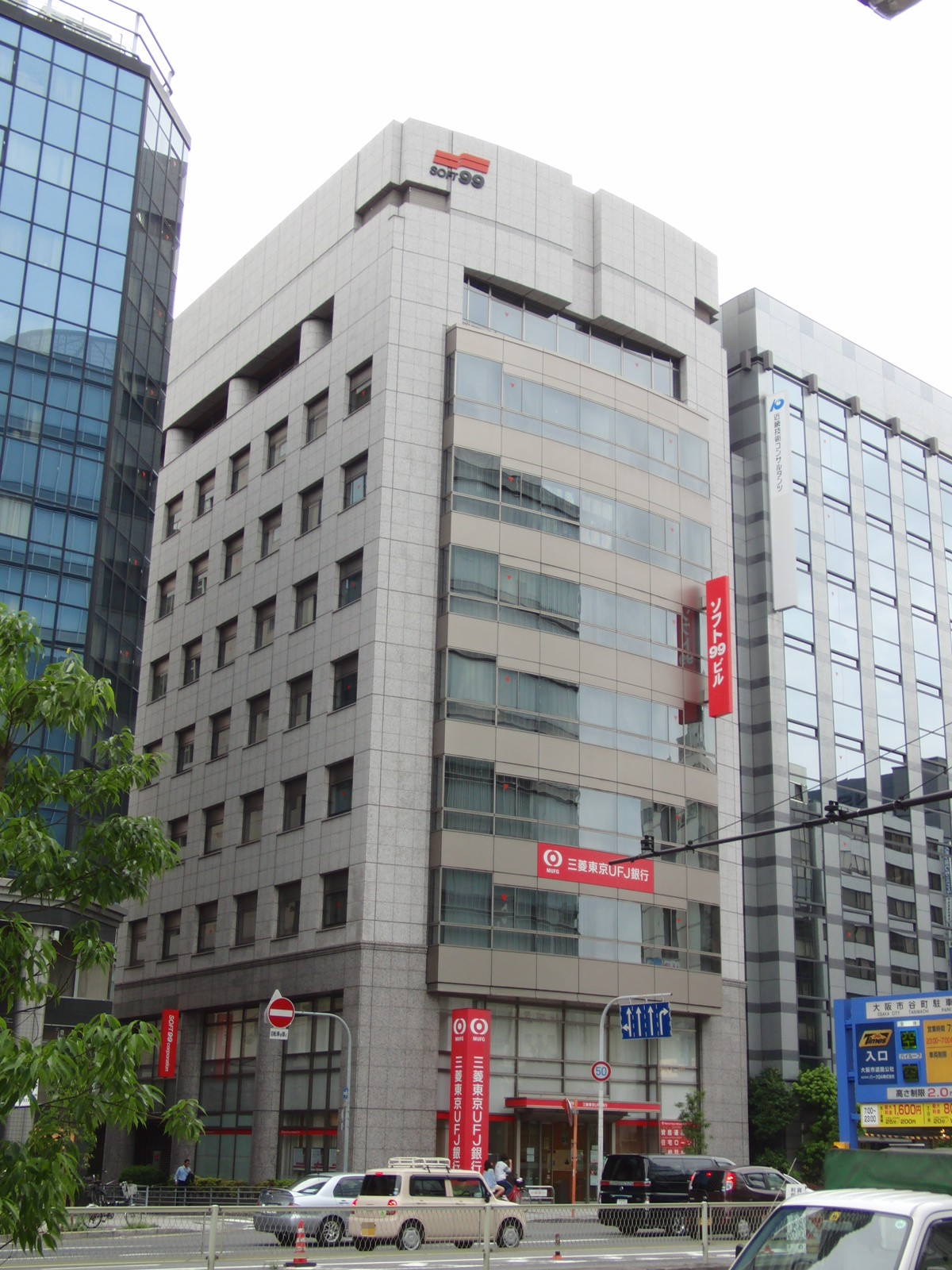
Siedziba SOFT99 w japońskiej Osace

Firma Soft99 – początkowo funkcjonująca jako Nitto Chemical Corporation, powstała w Osace, w 1954 roku, a jej pierwszym produktem, który trafił na japoński rynek był Golden Neo Polish. W 1962 roku opracowany i wprowadzony do sprzedaży został wysoce wydajny wosk o nazwie Soft99.  

## Nazwa
Nazwa firmy Soft99 odnosi się do dwóch cech jej pierwszego produktu, czyli wosku Soft99, gdzie Soft określał konsystencję wosku, a człon 99 w języku japońskim brzmi “kyuu-kyuu”, co kojarzone jest z dźwiękiem towarzyszącym polerowaniu auta.

## Rozwój
Na przestrzeni lat marka Soft99 rozwijała się, bezustannie dopracowując swoje produkty, takie, jak wosk Hanneri, który na rynku obecny jest od 1969 roku. W 1990 roku do oferty Soft99 trafiła powłoka fluoropolimerowa o nazwie Fusso Coat, a w 1991 powłoka do szkła Glaco.
W związku z rosnącą siłą marki na japońskim rynku autokosmetyki, w 1993 roku firma zmieniła swoją nazwę na SOFT99 Corporation.